# Dräktighet (sjöfart)
Dräktighet är en term som används inom sjöfarten för att ange ett fartygs storlek.
Brutto- och nettodräktighet är två enhetslösa jämförelsetal:
- Bruttodräktigheten baseras på fartygets totala inneslutna volym.
- Nettodräktigheten baseras på lastutrymmenas volym. I beräkningen tas även hänsyn till passagerarkapaciteten.

Mätning av dräktighet regleras av den internationella skeppsmätningskonventionen utarbetad av FN-organet IMO 1969 och som trädde i kraft 1982. Tidigare under modern tid användes enheten registerton, historiskt också andra enheter, såsom läster. Dräktighet har dock aldrig angetts i viktenheten ton, utan det är en vanligt förekommande förväxling med volymenheten registerton.

## Bruttodräktighet
Bruttodräktighet, förkortat GT från det engelska gross tonnage, baseras på fartygets totala inneslutna volym.
Anges dräktigheten i bruttoregisterton, brt, innebär det att fartyget mätts med den före 1982 använda mätmetoden, se rubriken registerton nedan.

### Beräkning av bruttodräktighet
Ett fartygs bruttodräktighet beräknas enligt nedanstående formel:
{\displaystyle GT=K_{1}V}

Där V är den sammanlagda volymen av alla fartygets inneslutna utrymmen uttryckt i kubikmeter.
{\displaystyle K_{1}=0{,}2+0{,}02\cdot {log_{10}V}}

## Nettodräktighet
Nettodräktighet, förkortat NT från det engelska net tonnage, baseras på lastutrymmenas volym, i beräkningen tas även hänsyn till passagerarkapaciteten. Nettodräktigheten sätts aldrig till mindre än 30% av bruttodräktigheten.
Ett fartyg godkänt för många passagerare kan med den nuvarande mätmetoden ha en större nettodräktighet än bruttodräktighet.
Anges dräktigheten i nettoregisterton, nrt, innebär det att fartyget mätts med den före 1982 använda mätmetoden, se rubriken registerton nedan.

### Beräkning av nettodräktighet
Ett fartygs nettodräktighet beräknas enligt nedanstående formel:
{\displaystyle NT=K_{2}V_{c}\left({\frac {4d}{3D}}\right)^{2}+K_{3}\left(N_{1}+{\frac {N_{2}}{10}}\right)}
Där:
Vc är den sammanlagda volymen av alla fartygets lastutrymmen uttryckt i kubikmeter.
K2 = 0,2 + 0,002 log10 Vc
{\displaystyle K_{3}=1{,}25{\frac {GT+10{,}000}{10{,}000}}}
D = mallat djup midskepps uttryckt i meter.
d = mallat djupgående midskepps uttryckt i meter.
N1 = antal passagerare i hytter med ej fler än 8 sovplatser.
N2 = antal övriga passagerare.
GT = fartygets bruttodräktighet.

## Äldre mätmetoder

### Registerton
Från år 1874 och fram till övergången till nuvarande mätmetod åren 1982–1994 angavs dräktighet i volymenheten registerton (100 engelska kubikfot=2,83 kubikmeter), förkortat rt.
Bruttodräktigheten var då fartygets totala inneslutna volym mätt i registerton.
Nettodräktigheten var då volymen av fartygets lastutrymmen, dit räknades även passagerarutrymmen, mätt i registerton.
Enheten registerton skrivs ofta som bruttoregisterton, brt, och nettoregisterton, nrt, när den avser brutto- respektive nettodräktighet.
Ibland används de engelska förkortningarna GRT, gross register tonnage, och NRT, net register tonnage, för brutto- respektive nettodräktighet när de är mätta i registerton.
Till exempel kan en bruttodräktighet på 100 registerton skrivas som bland annat "Bruttodräktighet: 100 rt", "100 brt" eller "GRT: 100". Jämför med ett fartyg mätt med de nuvarande reglerna som vanligtvis får sin bruttodräktighet angiven som "Bruttodräktighet: 100" eller "GT: 100".

### Nyläster
Från 1865 till 1874 angavs dräktighet som vikt i enheten nyläster.

### Svåra läster
Fram till år 1865 angavs dräktighet som vikt i enheten svåra läster, även kallat skeppsläster.